# Sac de Rome (846)
Pour les articles homonymes, voir Sac de Rome.
En l'an 846, la ville de Rome est mise à sac par les troupes sarrasines de l'émirat aghlabide de Sicile. Elles pillent les environs de Rome y compris le Vatican, s'en prennent à l'ancienne basilique Saint-Pierre ainsi qu'à la basilique Saint-Paul-hors-les-Murs mais sont empêchées d'entrer dans la ville elle-même, bloquées par le mur d'Aurélien.

## Contexte historique
Dès l'an 820, les armées musulmanes de l’émirat aghlabide en Ifriqiya commencent la conquête de la Sicile. En 842, les forces aghlabides essaient de capturer Ponza, mais sont repoussées par une flotte combinée de Naples et de Gaeta. Cependant, la même année, elles prennent Messine, en Sicile. Vers la même époque, les princes lombards Radelchis de Bénévent et Siconolf de Salerne, tous deux rivaux, s'engagent dans une guerre civile et enrôlent des mercenaires sarrasins pour se battre en Campanie. Ils pénètrent jusqu'à Subiaco, détruisent le village et le monastère.

## L'attaque

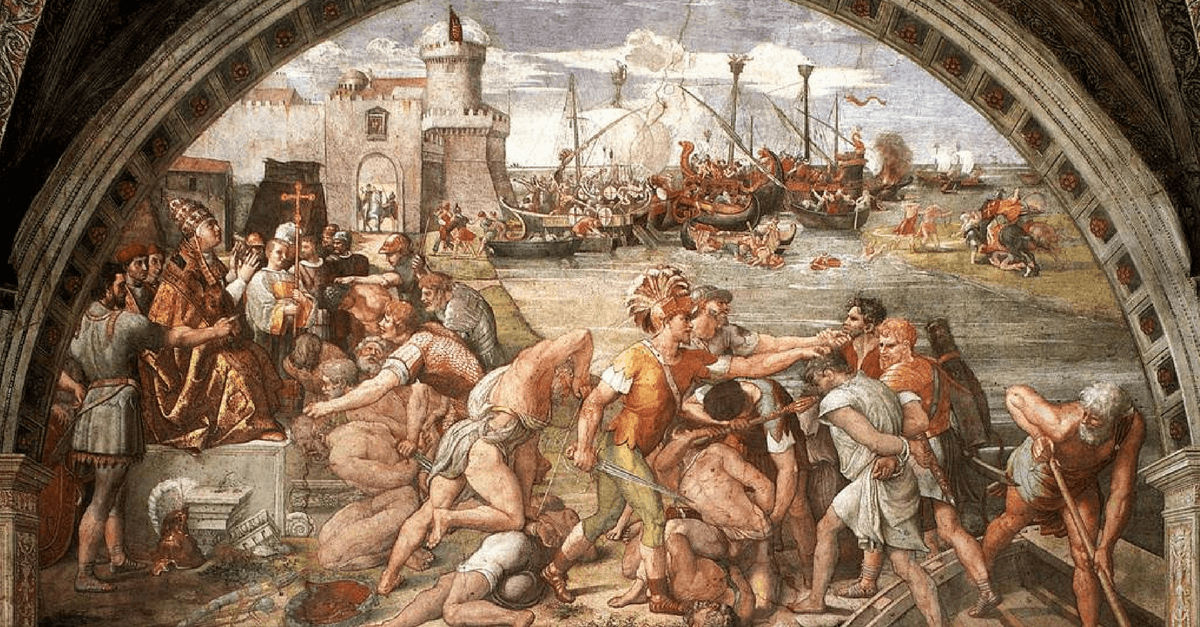
Raid arabe sur Rome par Raphaël.

Une importante force navale part de Campanie et accoste à Portus et Ostie en 846. Durant la  nuit du 24 au 25 août 846, les pirates aghlabides attaquent et pillent ces deux villes ainsi que Centum Cellae et Civitavecchia puis ils se dirigent vers Rome. Alors que les sarrasins attaquent, la milice romaine se retire en hâte pour se mettre en sécurité derrière les murs romains.
Les attaquants aghlabides semblent avoir connaissance des trésors romains extraordinaires. Certaines basiliques, comme l'ancienne basilique Saint-Pierre se trouvent à l'extérieur du mur d'Aurélien : ce sont donc des cibles faciles. La basilique Saint-Pierre est défendue par une garnison de soldats composée de Francs, de Lombards, de Saxons et de Frisons qui, malgré une résistance acharnée, sont exterminés. Les basiliques visées sont « remplies à ras bord de riches vases liturgiques et de reliquaires parés de bijoux récemment amassés ». En conséquence, les envahisseurs pillent les lieux saints, y compris la basilique Saint-Pierre. Les historiens contemporains pensent que les voleurs savent exactement où chercher les trésors les plus précieux.

## Conséquences
Après s'être retirés de Rome, les Aghlabides, qui ont pillé le Latium, sont défaits par Guy Ier de Spolète à Centumcellae et Fondi.
Lors de la bataille de Gaète, ils rencontrent des difficultés, mais ils font venir des troupes en renfort, envoyées par Serge Ier de Naples, menées par son fils Césaire de Naples. En novembre, la flotte musulmane, au large de la côte du Latium, est lourdement endommagée par une tempête.
En 849, il est constaté la construction d'une nouvelle flotte aghlabide, qui, à partir de la côte sarde, décide de frapper à nouveau Rome. À cette occasion, Gaeta, Naples, Amalfi et Sorrente positionnent leurs navires entre Ostie et l'embouchure du Tibre (bataille d'Ostie). La flotte est commandée par Cesario et passe à l'attaque lorsque l'ennemi se présente à l'horizon : de nombreux prisonniers sont faits.
Rome fortifie ses défenses après le saccage ; la ville n'a depuis jamais été attaquée par une flotte musulmane. À la demande du pape Léon IV, une enceinte est construite autour de la basilique Saint-Pierre entre 848 et 852 : la Cité léonine. Celle-ci constitue la limite territoriale de l'actuelle Cité du Vatican.